# Johann Gottlob Pfeiffer
Johann Gottlob Pfeiffer (* 1667 in Meißen; † 21. April 1740 in Leipzig) war ein deutscher evangelischer Theologe.

## Leben
Johann Gottlob Pfeiffer war der Sohn eines Kirchenmusikers an der St. Afrakirche in Meißen. Er hatte die kurfürstliche Landesschule St. Afra in Meißen besucht und ein Studium der philosophischen und theologischen Wissenschaften an der Universität Leipzig aufgenommen. In Leipzig waren Gottfried Olearius, Gottlob Friedrich Seeligmann, Valentin Alberti, Adam Rechenberg, Augustus Quirinus Rivinus, Thomas Ittig, Johannes Cyprian, Otto Mencke und Joachim Feller seine Lehrer. Als kurfürstlicher Stipendiat hatte er sich vor allem mit morgenländischen Sprachen beschäftigt. 1696 erwarb er in Leipzig den akademischen Grad eines Magisters der Philosophie und habilitierte sich noch im selben Jahr.
Nachdem er Vorlesungen zur hebräischen Sprache gehalten hatte, wurde er 1698 als Baccalaurus an die theologische Fakultät aufgenommen, wo er über Homiletik und Ethik las. 1707 wurde er außerordentlicher Professor der morgenländischen Sprachen und des Talmuds und 1721 außerordentlicher Professor der Theologie. Bei seinen Predigten in der Paulinerkirche entfaltete er eine große Redegewandtheit. 1723 wurde er ordentlicher Professor und im selben Jahr Lizentiat der Theologie. 1724 wurde er zum Doktor der Theologie promoviert.
Pfeiffer, der sich den Ideen der Aufklärung verbunden fühlte, stand dem Pietismus nahe und war ein ausgezeichneter Orientalist. Zudem hatte er sich als Komponist einen Ruf erworben.

## Werke
- Programma, cumk munus Prof. publ. LL. OO & Talmud Extraord. Auspicaretur. 1707
- Diss. I. de convenientia & differentia virtutum naturalium & supernaturalium, pro Loco. Leipzig 1718
- Progr. Cum munus Prof. Publ. SS. Theol. Extraord. Auspicaretur. 1721
- Progr. Cum munus Prof. Publ. SS. Th. Ord. auspicaretur. 1723
- Commentatio Exegetico- Theologica Psalmi omnium difficillimi LXVII. Et quidem Partis Prioris. Pro Licentia. Leipzig 1723
- Commentationis ejusdem Psalmi LXVIII. Et quidem Pars Posterior, pro Doctoratu et Loco in Fac. Theol. Resp. M. Rom. Tellero. Leipzig 1724
- Progr. Ad Fest. Reformat. Lutheri. 1727
- Christoph Scheiblers Aurifodina Theologica, oder Theologische und geistliche Gold-Grube. In: Deutsche Theologia Practica. Leipzig 1727
- Progr. de convenienta et differntia ortus no stri et Christi hominis ex Hebr. II. 14. 1727
- Progr. De fructu et effectu resurrectionis Salvatoris. 1728
- Progr. De Spiritus S. intercession pro sactis ad Rom. VIII. 25, 26. 1728
- Christlicher Unterricht vom Studieren. Leipzig 1729
- Programma num Lutherus emendationem doctrinae fidei, an simul vitae morumque absolverit? 1731
- Progr. De spirituali Christi in nobis conception atque nativitate. 1731
- Progr. De nostra cum Christo spirituali resurrection. 1732
- Progr. De glorificatione Spiritus S. qua Filium glorificat, ad Joh. XVI. 14. 1732
- Diss. De bonis operibus piorum post mortem in his superantibus. Leipzig 1732
- Progr. De revocato ministerio B. Lutheri in academias christianas studio genuine biblico. 1735
- Meditamenta Homiletica. 1740